# 해피엔딩 네버엔딩
《해피엔딩 네버엔딩》(영어: Under the Rainbow, 프랑스어: Au bout du conte)은 2013년 공개된 프랑스의 코미디 영화이다.

## 줄거리
마리안(아네스 자우이)은 아이들을 위한 수업을 운영하며, 아이들과 함께 마녀, 공주, 키스를 기다리는 개구리에 대한 연극을 준비한다. 그녀 주변 사람들도 동화 속 인물과 닮았다. 예를 들어, 그녀의 조카딸인 24세의 미혼 로라(아가트 보니처)는 완벽한 남자를 꿈꾼다. 어느 날 그녀는 실제로 그를 만나고 즉시 사랑에 빠진다. 젊고 재능 있는 작곡가 산드로(아서 듀퐁) 역시 로라에게 매료된다. 하지만 곧 그 여자는 신비롭고 매혹적인 사업가 막심(벤자민 비올레이)을 만난다. 동화 속 왕자 두 명을 동시에 만날 수 있다는 사실이 밝혀졌다.

## 출연

### 주연
- 아네스 자우이
- 장 피에르 바크리
- 아가시 보니처
- 아르튀르 뒤퐁
- 벤자민 비올레이

### 조연
- 베아트리스 로젠
- 디디에 상드레
- 로랑 포이트레노스
- 니나 뫼리스
- 니콜라스 원크직키

## 기타
- 공동프로듀서: 알렉상드르 말레가이
- 세트: 티에리 루셀
- 섭외: 브리짓 므와동